# Карабантес
Карабантес (на испански: Carabantes) е община, разположена в провинция Сория, Кастилия и Леон, Испания. Според преброяването от 2004 г. (Национален институт по статистика на Испания) общината има население от 33 жители.